# 四十四角形

正四十四角形

四十四角形（よんじゅうよんかくけい、よんじゅうよんかっけい、tetracontatetragon）は、多角形の一つで、44本の辺と44個の頂点を持つ図形である。内角の和は7560°、対角線の本数は902本である。

## 正四十四角形
正四十四角形においては、中心角と外角は8.181…°で、内角は171.818…°となる。一辺の長さが a の正四十四角形の面積 S は
{\displaystyle S={\frac {44}{4}}a^{2}\cot {\frac {\pi }{44}}\simeq 153.8001a^{2}}

### 正四十四角形の作図
正四十四角形は定規とコンパスによる作図が不可能な図形である。
正四十四角形は折紙により作図が不可能な図形である。